# Біляк Параска Петрівна
Біляк Параска Петрівна (10 жовтня (23 жовтня) 1914, с. Міські Млини Опішнянської волості Зіньківського повіту Полтавської губернії — 27 грудня 2001, с. Міські Млини Опішнянської селищної ради Зіньківського району Полтавської області) — народна майстриня керамічного розпису.

## Походження

Меморіальна дошка Парасці Біляк в Опішному

Походить з роду Біляків — споконвічних міськомлинянських гончарів. Вони здавна виготовляли народні традиційні полив'яні мальовані миски, полумиски, вазони для квітів із візерунками, горщики, глечики, молошники, тикви, тазки тощо.
З роду Біляків: Григорій, його син Василь, внуки Пилип (близько 1880—1933, помер від голоду) і Петро (12 червня (24 червня) 1885 — 28 серпня 1970). Діти Петра — сини Іван (близько 1896 — 5 червня 1948 і Павло (1891 — 3 жовтня 1964), дочка Параска.

## Життя і творчість
Працювала в промартілі і на заводі «Художній керамік» (1936—1941, 1944—1969), в роки Другої світової війни — в колгоспі. Ве своє життя прожила самотньою. Для творчості Біляк характерною є спокійна, виважена манера мальовки, самозаглибленість, орієнтація на красу природи Полтавщини.
Нагороджена дипломом І ступеню (1952). Розмальовувала українськими візераунками вжитковий посуд, скульптуру, плитки, зокрема для вокзалів Миргорода й Полтави (знищено), житлового будинку в Полтаві (1952, у співавторстві з М. Назарчук). В оздобленні виробів вводила вишукані барокові рослинні композиції, мотиви «винограду», «бісквітки», «курячих лапок», кривульки тощо. Вироби, розмальовані Параскою Біляк, експонувалися на виставках у Києві (з 1949), Львові (1950), Москві (1951, 1979), зберігаються у Національному музеї українського народного декоративного мистецтва, Львівському Музеї етнографії та художнього промислу, Донецькому і Луганському художніх музеях, Канівському музеї народного декоративного мистецтва, Полтавських краєзнавчому та художньому мезеях, Національному музеї-заповіднику українського гончарства в Опішному.

## Вшанування пам'яті
Створені портрети Параски Біляк (В. Мозок, 1989, НМЗУГ і колективний роботи Н. Мікеладзе — Параски Біляк, Олександри Селюченко та Анастасії Білик-Пошивайло, 2011 ПНТУ).
В 2019 році на Стіні гончарної слави України в Опішному було відкрито меморіальну дошку Парасці Біляк.